# Daniel Herbert
Daniel Joseph Herbert (Brisbane, 6 febbraio 1974) è un ex rugbista a 15 e dirigente sportivo australiano, campione del mondo nel 1999 con gli Wallabies.

## Biografia
Nativo del Queensland e fratello minore di Anthony Herbert (già campione del mondo nel 1991), rappresentò il suo Stato e, successivamente, la franchise professionistica dei Reds in Super Rugby in 124 incontri, nel ruolo di tre quarti centro.
Esordì in Nazionale australiana nel 1994 in occasione di un test match contro l'Irlanda a Sydney; l'anno successivo prese parte con la rappresentativa degli Wallabies alla Coppa del Mondo di rugby 1995 in Sudafrica.
Fu presente anche alla Coppa del Mondo di rugby 1999 al termine della quale si laureò campione del mondo, e fece parte della squadra che vinse due edizioni consecutive del Tri Nations, nel 2000 e 2001; il 2001 fu anche l'anno in cui divenne capitano sia dei Reds che della Nazionale.
Saltò la Coppa del Mondo di rugby 2003 a causa di un infortunio e, subito dopo tale competizione, si trasferì in Francia al Perpignano, dove tuttavia giocò poco a seguito del riacutizzarsi del problema fisico che gli aveva impedito di partecipare alla Coppa del Mondo, una discopatia alle vertebre cervicali che lo lasciò quasi paralizzato.
Dopo 7 incontri e una insorgenza della discopatia, nel 2004 decise di smettere definitivamente di giocare.
Passato alla carriera manageriale, si è dedicato alla gestione di eventi sportivi in Francia fino alla Coppa del Mondo di rugby 2007 e, tornato in patria, è stato ingaggiato dalla Queensland Rugby Union per un incarico direttivo-amministrativo.
All'attivo di Herbert anche un invito nei Barbarians, nel 2000 per un incontro a Twickenham contro un XV del Sudafrica.

## Palmarès
- Coppe del mondo: 1
1999